# Percy (Illinois)
Percy és una població dels Estats Units a l'estat d'Illinois. Segons el cens del 2000 tenia 942 habitants.

## Demografia
Segons el cens del 2000, Percy tenia 942 habitants, 387 habitatges, i 250 famílies. La densitat de població era de 413,3 habitants/km².
Dels 387 habitatges en un 28,4% hi vivien nens de menys de 18 anys, en un 51,9% hi vivien parelles casades, en un 10,3% dones solteres, i en un 35,4% no eren unitats familiars. En el 30,5% dels habitatges hi vivien persones soles el 16% de les quals corresponia a persones de 65 anys o més que vivien soles. El nombre mitjà de persones vivint en cada habitatge era de 2,33 i el nombre mitjà de persones que vivien en cada família era de 2,89.
Per edats la població es repartia de la següent manera: un 22% tenia menys de 18 anys, un 9,7% entre 18 i 24, un 27,8% entre 25 i 44, un 21,4% de 45 a 60 i un 19,1% 65 anys o més.
L'edat mediana era de 39 anys. Per cada 100 dones de 18 o més anys hi havia 84,7 homes.
La renda mediana per habitatge era de 31.333 $ i la renda mediana per família de 35.956 $. Els homes tenien una renda mediana de 28.043 $ mentre que les dones 20.385 $. La renda per capita de la població era de 15.524 $. Aproximadament el 8,1% de les famílies i l'11,3% de la població estaven per davall del llindar de pobresa.

## Poblacions més properes
El següent diagrama mostra les poblacions més properes.